# Campionati europei di tuffi 2025 - Trampolino 1 metro femminile
La gara del trampolino femminile da 1 metro ai campionati europei di tuffi 2025 si è svolta il 23 maggio 2025 presso la Gloria Sports Arena di Antalya. Hanno preso parte alla competizione diciannove atleti

## Risultati

### Qualificazioni
| Pos. | Atleta                  | Punti  | Gap   | Note |
| ---- | ----------------------- | ------ | ----- | ---- |
| 1    | Michelle Luisa Heimberg | 259.55 |       | Q    |
| 2    | Chiara Pellacani        | 254.55 | 5.00  | Q    |
| 3    | Elna Widerstrom         | 247.10 | 12.45 | Q    |
| 4    | Lena Corona Hentschel   | 243.80 | 15.75 | Q    |
| 5    | Aleksandra Bibikina     | 243.55 | 16.00 | Q    |
| 6    | Elena Bertocchi         | 239.55 | 20.00 | Q    |
| 7    | Diana Karnafel          | 227.60 | 31.95 | Q    |
| 8    | Kseniia Bochek          | 222.60 | 36.95 | Q    |
| 9    | Oona Abbema             | 213.40 | 46.15 | Q    |
| 10   | Caroline Kupka          | 208.35 | 51.20 | Q    |
| 11   | Nina Janmyr             | 207.20 | 52.35 | Q    |
| 12   | Laura Valore            | 204.50 | 55.05 | Q    |
| 13   | Amelie Enya Foerster    | 199.45 | 60.10 | R    |
| 14   | Sude Koprulu            | 195.70 | 63.85 | R    |
| 15   | Tereza Jelinkova        | 193.40 | 66.15 |      |
| 16   | Mariami Shanidze        | 181.80 | 77.75 |      |
| 17   | Maud van Kempen         | 180.60 | 78.95 |      |
| 18   | Kaja Skrzek             | 180.35 | 79.20 |      |
| 19   | Patricia Kun            | 173.75 | 85.80 |      |

### Finale
| Pos. | Atleta                  | Punti  | Gap   |
| ---- | ----------------------- | ------ | ----- |
|      | Chiara Pellacani        | 283.75 |       |
|      | Elna Widerstrom         | 267.10 | 16.65 |
|      | Michelle Luisa Heimberg | 265.90 | 17.85 |
| 4    | Aleksandra Bibikina     | 257.65 | 26.10 |
| 5    | Lena Hentschel          | 252.75 | 31.00 |
| 6    | Caroline Kupka          | 235.95 | 47.80 |
| 7    | Kseniia Bochek          | 232.25 | 51.50 |
| 8    | Elena Bertocchi         | 230.75 | 53.00 |
| 9    | Oona Abbema             | 211.30 | 72.45 |
| 10   | Nina Janmyr             | 209.95 | 73.80 |
| 11   | Laura Valore            | 205.85 | 77.90 |
| 12   | Diana Karnafel          | 201.05 | 82.70 |